# 巴頓 (阿肯色州)
巴頓（英語：Barton）是位於美國阿肯色州菲利普斯縣的一個非建制地區。該地的面積和人口皆未知。

## 地理
巴頓的座標為34°32′51″N 90°46′05″W / 34.54750°N 90.76806°W，而該地的平均海拔高度為64米（即210英尺）。